# Olimpus Roma 2021-2022
La voce raccoglie i dati riguardanti l'Olimpus Roma, squadra di calcio a 5 militante in serie A, nelle competizioni ufficiali del 2021-2022.

## Trasferimenti

### Sessione estiva
| Pedro Guedes     | Real San Giuseppe |
| Antonio Bagatini | Sandro Abate      |
| Douglas Nicolodi | Sandro Abate      |
| Rudinei Tres     | Feldi Eboli       |
| Fabio Tondi      | Aniene            |
| Angelo Schininà  | Aniene            |
| Thiago Grippi    | CAME Treviso      |
| Marcelinho       | Italservice       |

| Laion De Freitas     | Sporting Parigi   |
| Alexandre Ghiotti    | Ecocity Genzano   |
| Emiliano Cittadini   | Sporting Hornets  |
| Lolo Suazo           | Sandro Abate      |
| Federico Di Eugenio  | Aurelia Nordovest |
| Alessio Benlambrabet | Città di Massa    |
| Mauro Henrique Pize  | svincolato        |
| Daniele Di Marco     | svincolato        |

### Sessione invernale
| Mateus Garcia              | Cobà         |
| Caio Junior Borges Fonseca | Campo Mourão |
| Rafael Rizzi               | Feldi Eboli  |

| Chimanguinho | Ecocity Genzano |
| Pedro Guedes | Ecocity Genzano |

## Prima squadra
| N° | Naz.               | Ruolo | Sportivo                   | Anno       |  |  |
| -- | ------------------ | ----- | -------------------------- | ---------- |  |  |
| 3  | Brasile (bandiera) | LAT   | Rudinei Tres               | 13.02.1987 |  |  |
| 6  | Italia (bandiera)  | LAT   | Luca Pizzoli               | 25.02.1997 |  |  |
| 7  | Italia (bandiera)  | UNI   | Andrea Pizzoli             | 25.02.1997 |  |  |
| 8  | Italia (bandiera)  | LAT   | Simone Achilli             | 25.05.2001 |  |  |
| 10 | Italia (bandiera)  | PIV   | Chimanguinho               | 08.03.1986 |  |  |
| 11 | Brasile (bandiera) | LAT   | Pedro Guedes               | 07.12.1996 |  |  |
| 12 | Italia (bandiera)  | POR   | William Giammarile         | 27.12.2001 |  |  |
| 13 | Italia (bandiera)  | POR   | Daniele Ducci              | 11.11.1998 |  |  |
| 14 | Brasile (bandiera) | DIF   | Antonio Bagatini           | 18.09.1990 |  |  |
| 16 | Brasile (bandiera) | LAT   | Mateus Garcia              | 26.03.1997 |  |  |
| 19 | Italia (bandiera)  | PIV   | Marcelinho                 | 05.08.1989 |  |  |
| 20 | Brasile (bandiera) | LAT   | Thiago Grippi              | 09.09.1988 |  |  |
| 21 | Italia (bandiera)  | LAT   | Douglas Nicolodi           | 09.06.1988 |  |  |
| 22 | Italia (bandiera)  | POR   | Fabio Tondi                | 24.11.1993 |  |  |
| 23 | Italia (bandiera)  | DIF   | Alessio Di Eugenio         | 12.01.1998 |  |  |
| 27 | Brasile (bandiera) | DIF   | Rafael Rizzi               | 08.01.1993 |  |  |
| 77 | Brasile (bandiera) | DIF   | Dimas                      | 07.11.1986 |  |  |
| 88 | Italia (bandiera)  | DIF   | Angelo Schininà            | 12.04.1991 |  |  |
| 99 | Brasile (bandiera) | PIV   | Caio Junior Borges Fonseca | 03.04.1987 |  |  |

## Under-19
| N° | Naz.              | Ruolo | Sportivo            | Anno       |  |  |
| -- | ----------------- | ----- | ------------------- | ---------- |  |  |
| 1  | Italia (bandiera) | POR   | Francesco Lucentini | 23.05.2004 |  |  |

## Risultati

### Serie A
|  | Pos. | Squadra      | Pt | G  | V  | N | P | GF | GS | DR  |
|  | ---- | ------------ | -- | -- | -- | - | - | -- | -- | --- |
|  | 2.   | Olimpus Roma | 58 | 30 | 17 | 7 | 6 | 93 | 75 | +18 |

### Play-off
Quarto di finale

Andata
| Arbitri: | Daniel Borgo (Schio) Martina Piccolo (Padova) Lorenzo Cursi (Jesi) |
| Crono:   | Dario Di Nicola (Pescara)                                          |

|                                 |           |                                                                    |
| A. Ferreira 9'11'’ Eric 13'00'’ | Marcatori | 16'46'’ Caio Junior 23'13'’ Nicolodi 27'29'’ Bagatini 38'06'’ Tres |

Ritorno
| Arbitri: | Lorenzo Cursi (Jesi) Vincenzo Cannistrà (Catanzaro) Giovanni Zannola (Ostia Lido) |
| Crono:   | Daniele Intoppa (Roma 2)                                                          |

|                                               |           |                                         |
| Caio Junior 36'13'’ Nicolodi 45'51'’, 49'17'’ | Marcatori | 19'17'’ Eric 24'39'’ Gui 38'32'’ Misael |

Semifinale

Gara 1
| Arbitri: | Luigi Alessi (Taurianova) Paolo De Lorenzo (Brindisi) Gennaro Cefalà (Lamezia Terme) |
| Crono:   | Vincenzo Cannistrà (Catanzaro)                                                       |

|                                                                                 |           |  |
| Trentin 1'07'’, 29'33'’, 38'58'’ Fantecele 16'54'’ Bissoni 24'28'’ Vavà 34'36'’ | Marcatori |  |

Gara 2
| Arbitri: | Michele Ronca (Rovigo) Nicola Acquafredda (Molfetta) Fabio Pozzobon (Treviso) |
| Crono:   | Alessandra Carradori (Roma 1)                                                 |

|                                                                          |           |                                                                                              |
| Marcelinho 6'46'’ Grippi 29'45'’, 32'03'’ Dimas 30'40'’ Schininà 36'56'’ | Marcatori | 3'52'’, 21'51'’ Calderolli 9'54'’ Bissoni 14'51'’, 25'44'’, 33'57'’ Luizinho 24'48'’ Selucio |

### Coppa Italia
Quarto di finale
| Arbitri: | Simone Zanfino (Agropoli) Paolo De Lorenzo (Brindisi) Davide De Ninno (Varese) |
| Crono:   | Vincenzo Cannistrà (Catanzaro)                                                 |

|                                                    |           |                                                        |
| Tres 20'31'’, 39'33'’ Caio Junior 26'03'’, 31'01'’ | Marcatori | 7'45'’ Fortino 36'14'’ Turmena 39'42'’ (aut.) Bagatini |

Semifinale
| Arbitri: | Chiara Perona (Biella) Lorenzo Di Guilmi (Vasto) Dario Di Nicola (Pescara) |
| Crono:   | Fabio Pozzobon (Treviso)                                                   |

|                                     |           |                                                             |
| Kaká 15'45'’ Rafinha Novaes 18'40'’ | Marcatori | 3'07'’ (aut.) V. Mello 16'27'’ Bagatini 16'52'’ Caio Junior |

Finale
| Arbitri: | Dario Pezzuto (Lecce) Nicola Manzione (Salerno) Vincenzo Sgueglia (Civitavecchia) |
| Crono:   | Marco Moro (Latina)                                                               |

| |            | |
| Dimas 36'01'’ | Marcatori  | 39'05'’ Borruto 39'39'’ Taborda |
| · Daniele Ducci 13 · Antonio Bagatini 14 · 9'13'’ Rudinei Tres 3 · Douglas Nicolodi 21 · Marcelinho 19 · William Giammarile 12 · Fabio Tondi 22 · Simone Achilli 8 · Mateus Garcia 16 · Alessio Di Eugenio 23 · Rafael Rizzi 27 · Dimas 77 · Angelo Schininà 88 · 33'31'’, 39'22'’Caio Junior 99 | Formazioni | · 6 Carlos Espíndola · 5 Felipe Tonidandel 13'31'’ · 11 Mauro Canal · 17 Leandro Cuzzolino · 18 Júlio De Oliveira · 12 Tommaso Vesprini · 27 Manuel Cianni · 2 Giuseppe Melise · 3 Abdellah Tazine · 8 Javier Adolfo Salas · 10 Cristian Borruto · 14 Pablo Taborda · 15 Omar Obbar · 77 Massimo De Luca |
| Daniele D'Orto | Allenatori | Fulvio Colini |